# Arion Bank
Die Arion Bank, isl. Arion banki hf., ist eine isländische Bank. Bis zum 21. November 2009 firmierte sie als Kaupthing Bank.
Nach der Verstaatlichung der Bank im Krisenjahr 2008 wurde der Name zunächst in Neue Kaupthing Bank geändert, mit dem Wechsel von Namen und Logo im November 2009 soll unter anderem die Diskontinuität mit dem Vorgängerinstitut, der Neuanfang und der Wechsel des Managements unterstrichen werden. Der neue Name leitet sich von dem Pferd Areion aus der griechischen Mythologie oder dem griechischen Dichter Arion von Lesbos ab.
Sie gehörte zu etwa 87 % den ehemaligen Anteilseignern der Kaupthing Bank und zu 13 % dem isländischen Staat, der seine Anteile über eine Holding hielt; diese Anteile an Arion wie auch an der ebenfalls unterstützten Landsbanki wurden plangemäß veräußert. Im Geschäftsjahr 2015 wurden die Zahlen der Bank von der Wirtschaftsprüfungsgesellschaft Deloitte geprüft. Am 15. Juni 2018 ging Arion erfolgreich an die Börse und wurde im Nasdaq Iceland und Nasdaq Stockholm gelistet. Die Bank hatte 822 Angestellte im Jahr 2023. Größte Anteilseigner waren im selben Jahr der Gildi Pension Fund (9,85 %), LSR Pension Fund (9,62 %) und der Live Pension Fund (9,02 %).
Neben dem Firmensitz in der isländischen Hauptstadt Reykjavík gibt es etwa 25 Filialen in Island.